# Buwajdat Rajhanijja
Buwajdat Rajhanijja (arab. بويضة ريحانية) – wieś w Syrii, w muhafazie Hims. W 2004 roku liczyła 419 mieszkańców.